# Obeidia semifumosa
Obeidia semifumosa là một loài bướm đêm trong họ Geometridae.